# عيسى بن يزيد الأسود
عيسى بن يزيد الأسود أو عيسى بن يزيد بن سعيد المكناسي المشهور بالأسود الصّفري ويعود له الفضل في تولي حكم دولة بني مدرار الصفرية بعد أن إستقل عن القيروان وملكها. من عام 140هجري لغاية 155 هجري

## حياته
أصله من موالي العرب، تقدم في طائفة الصفرية من بربر مكناسة.

## حكمه وتأسيس الدولة المدرارية
واختل أمر العباسيين في المغرب، بعد مقتل عبد الرحمن ابن حبيب الفهري سنة 140 هـ فاجتمع صفرية مكناسة ونقضوا مع عيسى طاعة العرب وولوه عليهم. واختط لهم سجلماسة وسماها " عامرة وقسّم مياهها في خلجان، وأكثر من غرس الأشجار فيها ولا سيما النخيل. ودخلت بقية مكناسة في مذهبهم، واستقلوا بسجلماسة وأعمالها عن نظر الولاة بالقيروان واستمر عيسى أميرا عليهم نحو 15 سنة. 

## وفاته
توفي عيسى بن يزيد عام 155 للهجرة بعد أن قتل غدرامن قبل قومه حيث يورد صاحب الدرة المنتحلة:
| عيسى بن يزيد الأسود | وبقي فيها أميرا إلى أن غدره أهل مذهبه فشدوا وثاقه بأصل شجرة في جبل هناك ولطخوه بالعسل وتركوه حتى قتلته الزنابير | عيسى بن يزيد الأسود |